# David Miller (statsvetare)
David Miller, född 8 mars 1946, är en brittisk statsvetare. Han tog kandidatexamen vid universitetet i Cambridge 1967 och doktorsexamen vid Balliol College, Oxfords universitet 1974. Han var verksam som lärare i statsvetenskap vid University of Lancaster 1969-1976 och vid University of East Anglia 1976–1979. Från 1980 har han varit verksam vid Nuffield College, Oxfords universitet, där han är professor i politisk teori.
Miller är känd för sitt förespråkande av en mjuk nationalism.